# Lushnja
Lushnja (albanisch auch Lushnjë [ˈluʃɲə], dt. manchmal auch Luschnja) ist eine Stadt in Mittelalbanien. Sie hat 26.036 Einwohner (Volkszählung 2023) und ist damit die 14. größte Stadt des Landes.

## Geographie
Lushnja liegt am nordöstlichen Rand der Myzeqe-Ebene, einem bedeutenden Landwirtschaftsgebiet Albaniens. Nordöstlich der Stadt beginnt das Hügelland der Dumreja, das sich bis nach Cërrik und Kuçova zieht. Im Westen der Stadt an der adriatischen Küste liegt die als Nationalpark geschützte Lagune von Karavasta.
Seit dem Sommer 2015 gehören auch die umliegenden Gemeinden im Osten des aufgelösten Kreises Lushnja zur Gemeinde (Bashkia). Diese bilden seither zusammen mit der Stadt die Njësitë administrative (Verwaltungseinheiten) der Bashkia Lushnja. Das Gebiet umfasst weite Teile der Myzeqe-Ebene und ist vor allem landwirtschaftlich geprägt. Die neue Gemeinde hat 63.135 Einwohner (Stand 2023). Innerhalb von zwölf Jahren hat die Region einen Viertel der Einwohner verloren.
Lushnja wurde mit dem folgenden Gemeinden zusammengelegt:
| Name        | Einwohner 2023 | Einwohner 2011 | Gemeindeart |
| ----------- | -------------- | -------------- | ----------- |
| Lushnja     | 26.036         | 31.105         | Bashkia     |
| Allkaj      | 3.043          | 4.319          | Komuna      |
| Ballagat    | 1.711          | 2.461          | Komuna      |
| Bubullima   | 4.280          | 5.548          | Komuna      |
| Dushk       | 5.157          | 7.872          | Komuna      |
| Fier Shegan | 5.230          | 7.023          | Komuna      |
| Golem       | 3.529          | 5.243          | Komuna      |
| Hysgjokaj   | 1.787          | 2.603          | Komuna      |
| Karbunara   | 2.692          | 4.193          | Komuna      |
| Kolonja     | 4.147          | 5.728          | Komuna      |
| Krutja      | 5.523          | 7.564          | Komuna      |

Das Klima ist durch die Küstennähe mediterran geprägt. Die Winter sind mild und niederschlagsreich, die Sommer sehr warm und trocken.

## Geschichte

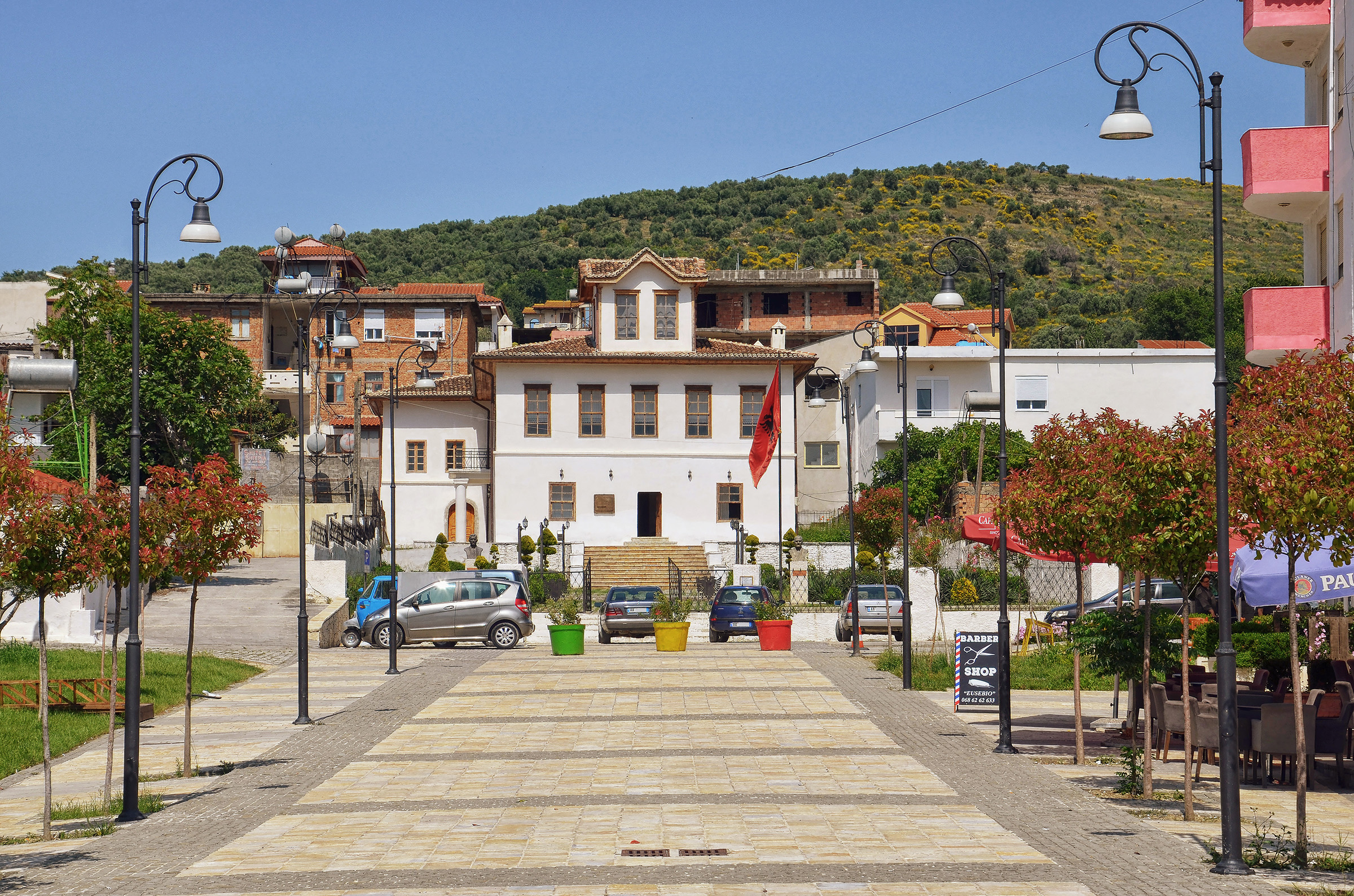
Gebäude, in dem 1920 der Kongress von Lushnja stattfand

Lushnja besteht seit dem 15. Jahrhundert als Siedlung, als der Ort Lusme genannt wurde. In einem osmanischen Defter von 1431 wurden in 15 Häusern 100 Einwohner gezählt. 1830 wird das Dorf erstmals Lushnja genannt.
Im Januar 1920 kamen in der zentral gelegenen, damals noch sehr kleinen Ortschaft lokale Machthaber aus ganz Albanien zusammen. Sie versammelten sich zum sogenannten Kongress von Lushnja, um nach dem Ersten Weltkrieg die Selbstbestimmung der Albaner über Albanien neu zu regeln. Sie gaben dem Staat eine Verfassung, wählten eine Regierung und erklärten Tirana zur Hauptstadt des Staates. Das Gebäude, in dem die Versammlung stattfand, ist heute ein Museum.
In kommunistischer Zeit gab es in der Myzeqe unweit von Lushnja mehrere Straflager und Internierungsdörfer für politisch Verfolgte.
1970 begann in Lushnja die Industrialisierung. Es entstanden Manufakturen, Fabriken und Gewerbebetriebe.

## Sehenswürdigkeiten
Auf einem Hügelzug mitten in der Ebene zwischen Lushnja und Fier liegt oberhalb von Kolonja das 1282 gegründete und seit 1992 wieder betriebene, christlich-orthodoxe Kloster Ardenica.

## Kultur

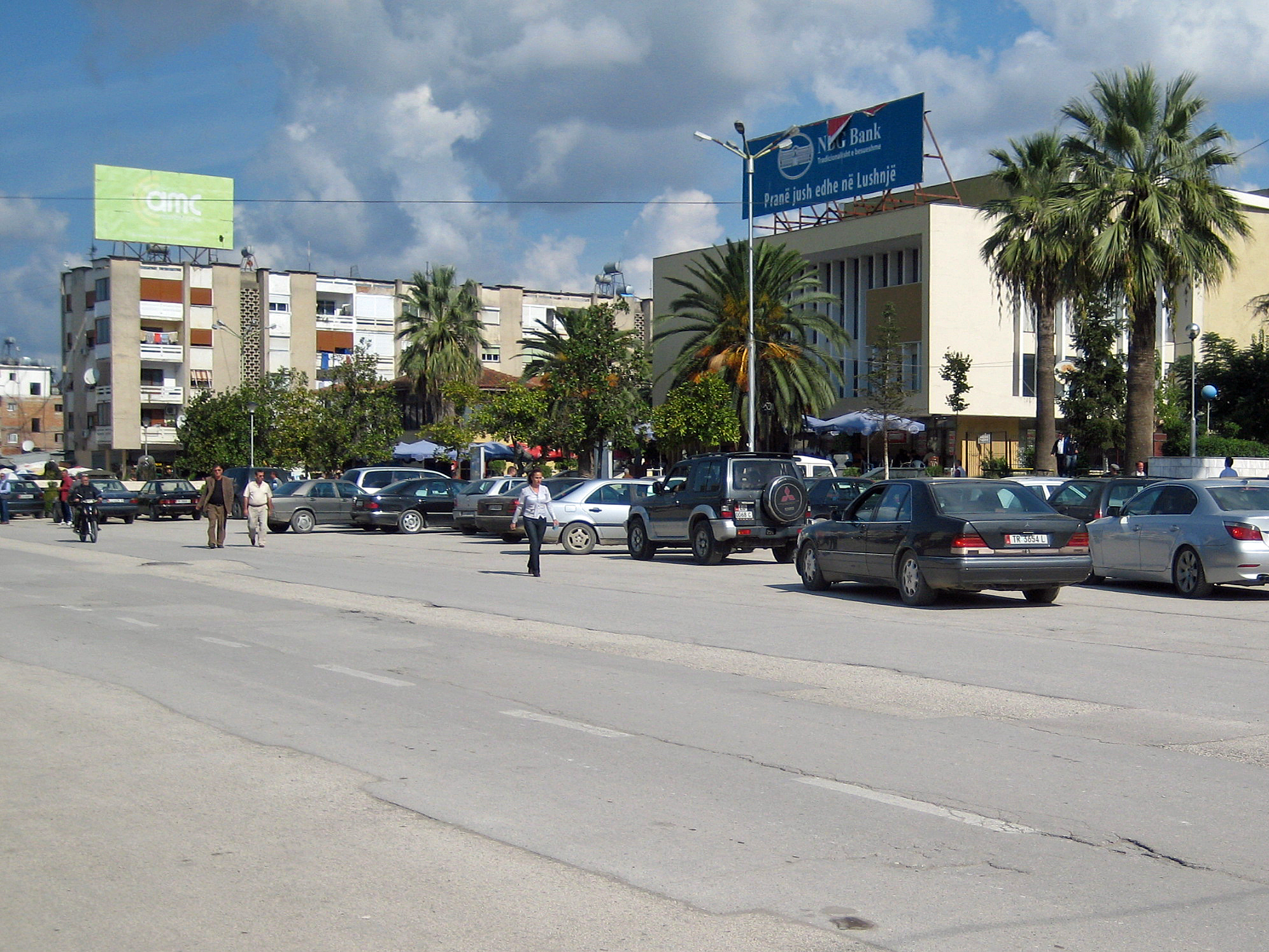
Zentraler Platz mit Kulturzentrum „Vaçe Zela“

### Kulturelle Einrichtungen
Zu den wichtigsten kulturellen Einrichtungen der Stadt zählen das Kulturzentrum „Vaçe Zela“, das Puppentheater, das Historische Museum mit einer Sammlung aus prähistorischer und antiker Zeit, das Museum zum Kongress von Lushnja sowie die öffentliche Bibliothek mit einem Bestand von 85.000 Büchern.

### Kulturelle Anlässe
Zu den wichtigsten kulturellen Veranstaltungen der Stadt, die alljährlich in Lushnja durchgeführt werden, zählen der Tag des historischen Kongresses von Lushnja am 21. Januar, der Tag der Ballons am 21. April, das Ehrenbürgerschaftsfest am 22. April, die Eröffnung der Tourismussaison am 25. Juni, der Tag ohne mein Auto am 20. September und der Tag der Befreiung der Stadt Lushnja am 18. Oktober. Der Monat Oktober ist zudem der Literatur gewidmet. Es finden diverse Vorlesungen, Lesezirkel und literarische Veranstaltungen statt.

### Sport
Der lokale Fußballklub KS Lushnja spielt seit der Saison 2013/14 in der zweithöchsten Liga. Der Klub trägt seine Heimspiele im Stadion „Roza Haxhiu“ aus.

## Politik

### Legislative
Im Bashkia-Rat von Lushnja sitzen 41 Mitglieder.
Bei den Wahlen 2019, die von der Opposition boykottiert wurden, wurden gewählt: 33 Mitglieder der Sozialistischen Partei, drei Mitglieder der Aleanca Arbnore Kombëtare, zwei Mitglieder der Partei Soziale Demokratie und je ein Mitglied der Sozialdemokratischen Partei und der Allianz für Demokratie und Solidarität.

### Exekutive
Seit 2022 ist Eriselda Sefa (PS) Bürgermeisterin der Stadt. Sie ist die erste Frau in diesem Amt und folgte auf Fatos Tushe, der wegen Korruptionsvorwürfen zurücktreten musste. Sefa wurde 2023 wiedergewählt.

### Judikative
In Lushnja hat für die erste Instanz das Kreisgericht (alb. Gjykata e Rrethit Gjyqësor të Lushnjës) seinen Amtssitz.

## Verkehr
Lushnja liegt an der nationalen Nord-Süd-Route. In Lushnja verzweigt von der Nationalstraße SH4 (Durrës–Griechenland) die Nationalstraße nach Berat. Seit 2006 ist die SH4 von Durrës als Schnellstraße ausgebaut und umfährt Lushnja in einem großen Bogen im Südwesten. 2008 wurde die richtungsgetrennte Straße bis nach Fier ausgebaut.
Die albanische Eisenbahn Hekurudha Shqiptare betreibt seit 1968 einen Durchgangsbahnhof in der Stadt, der 2024 drei Mal wöchentlich bedient wurde.

## Persönlichkeiten
- Margarita Xhepa (1932–2025), Schauspielerin
- Lenka Çuko (* 1938), Politikerin
- Vaçe Zela (1939–2014), Volkssängerin
- Gëzim Hajdari (* 1957), Lyriker, Essayist, Übersetzer und Erzähler
- Shpendi „Noé“ Sollaku (* 1957), Schriftsteller
- Gazmend Kapllani (* 1967), Schriftsteller
- Ferdinand Laholli (* 1960), Dichter, Literaturübersetzer
- Lindita Arapi (* 1972), Schriftstellerin und Journalistin
- Tomor Alizoti (* 1976), albanischer Politiker
- Elini Dimoutsos (* 1988), griechischer Fußballspieler
- Arbër Allkanjari (* 1989), Fußballspieler
- Florian Marku (* 1992), albanischer Boxer
- Rey Manaj (* 1997), albanischer Fußballspieler